# European Film Awards 2018
La cerimonia di premiazione della 31ª edizione degli European Film Awards si è svolta il 15 dicembre 2018 a Siviglia.
I vincitori delle categorie tecniche (fotografia, montaggio, scenografia, costumi, colonna sonora, sonoro, effetti visivi) sono stati annunciati il 15 novembre.

## Vincitori e candidati
I vincitori sono indicati in grassetto, a seguire gli altri candidati.
 Miglior film 
- Cold War (Zimna wojna), regia di Paweł Pawlikowski ( Polonia/ Regno Unito/ Francia)
- Border - Creature di confine (Gräns), regia di Ali Abbasi ( Svezia/ Danimarca)
- Dogman, regia di Matteo Garrone ( Italia/ Francia)
- Girl, regia di Lukas Dhont ( Belgio/ Paesi Bassi)
- Lazzaro felice, regia di Alice Rohrwacher ( Italia/ Francia/ Germania/ Svizzera)

 Miglior commedia 
- Morto Stalin, se ne fa un altro (The Death of Stalin), regia di Armando Iannucci  Francia/ Regno Unito/ Belgio)
- C'est la vie - Prendila come viene (Le sens de la fête), regia di Éric Toledano e Olivier Nakache ( Francia)
- Diamantino - Il calciatore più forte del mondo (Diamantino), regia di Gabriel Abrantes e Daniel Schmidt ( Portogallo/ Francia/ Brasile)

 Miglior regista 
- Paweł Pawlikowski - Cold War (Zimna wojna)
- Ali Abbasi - Border - Creature di confine (Gräns)
- Matteo Garrone - Dogman
- Samuel Maoz - Foxtrot - La danza del destino (Foxtrot)
- Alice Rohrwacher - Lazzaro felice

 Miglior attrice 
- Joanna Kulig - Cold War (Zimna wojna)
- Marie Bäumer - 3 Tage in Quiberon
- Halldóra Geirharðsdóttir - La donna elettrica (Kona fer í stríð)
- Bárbara Lennie - Petra
- Eva Melander - Border - Creature di confine (Gräns)
- Alba Rohrwacher - Lazzaro felice

 Miglior attore 
- Marcello Fonte - Dogman
- Jakob Cedergren - Il colpevole - The Guilty (Den skyldige)
- Rupert Everett - The Happy Prince - L'ultimo ritratto di Oscar Wilde (The Happy Prince)
- Sverrir Gudnason - Borg McEnroe
- Tomasz Kot - Cold War (Zimna wojna)
- Victor Polster - Girl

 Miglior sceneggiatura 
- Paweł Pawlikowski - Cold War (Zimna wojna)
- Ali Abbasi, Isabella Eklöf e John Ajvide Lindqvist - Border - Creature di confine (Gräns)
- Matteo Garrone, Ugo Chiti e Massimo Gaudioso - Dogman
- Gustav Möller e Emil Nygaard Albertsen - Il colpevole - The Guilty (Den skyldige)
- Alice Rohrwacher - Lazzaro felice

 Miglior fotografia 
- Martin Otterbeck - Utøya 22. juli

 Miglior montaggio 
- Jaroslaw Kaminski - Cold War (Zimna wojna)

 Miglior scenografia 
- Andrey Ponkratov - Summer (Leto)

 Migliori costumi 
- Massimo Cantini Parrini - Dogman

 Miglior trucco 
- Dalia Colli, Lorenzo Tamburini e Daniela Tartari - Dogman

 Miglior colonna sonora 
- Christoph M. Kaiser e Julian Maas - 3 Tage in Quiberon

 Miglior sonoro 
- André Bendocchi-Alves e Martin Steyer - Der Hauptmann

 Migliori effetti visivi 
- Peter Hjorth - Border - Creature di confine (Gräns)

 Miglior rivelazione 
- Girl, regia di Lukas Dhont (Belgio/Paesi Bassi)
- Egy nap, regia di Zsófia Szilágyi (Ungheria)
- Sashishi deda, regia di Ana Urushadze (Georgia/Estonia)
- Il colpevole - The Guilty (Den skyldige), regia di Gustav Möller (Danimarca)
- Dene wos guet geit, regia di Cyril Schäublin (Svizzera)
- Ognuno ha diritto ad amare - Touch Me Not (Touch Me Not), regia di Adina Pintilie (Romania/Germania/Repubblica Ceca/Bulgaria/Francia)

 Miglior documentario 
- Bergman 100 - La vita, i segreti, il genio (Bergman - ett år, ett liv), regia di Jane Magnusson (Svezia/Germania)
- A Woman Captured, regia di Bernadett Tuza-Ritter (Ungheria/Germania)
- Of Fathers and Sons, regia di Talal Derki (Germania/Siria/Libano/Qatar)
- The Distant Barking of Dogs, regia di Simon Lereng Wilmont (Danimarca/Finlandia/Svezia)
- The Silence of Others, regia di Almudena Carracedo e Robert Bahar (Spagna/USA)

 Miglior film d'animazione 
- Ancora un giorno (Another Day of Life), regia di Raul de la Fuente e Damian Nenow ( Polonia/ Spagna/ Belgio/ Germania/ Ungheria)
- I primitivi (Early Man), regia di Nick Park ( Regno Unito)
- I racconti di Parvana (The Breadwinner), regia di Nora Twomey ( Irlanda/ Canada/ Lussemburgo)
- Zanna Bianca (Croc-Blanc)), regia di Alexandre Espigares ( Francia/ Lussemburgo)

 Miglior cortometraggio 
- Gli anni, regia di Sara Fgaier (Italia/Francia)
- Aquaparque, regia di Ana Moreira (Portogallo)
- Burkina Brandenburg Komplex, regia di Ulu Braun (Germania)
- Kontener, regia di Sebastian Lang (Germania)
- Graduation `97, regia di Pavlo Ostrikov (Ucraina)
- I Signed The Petition, regia di Mahdi Fleifel (Regno Unito/Germania/Svizzera)
- Kapitalistis, regia di Pablo Muñoz Gomezv (Belgio/Francia)
- Meryem, regia di Reber Doskyv (Paesi Bassi)
- Prisoner Of Society, regia di Rati Tsiteladze (Georgia/Lettonia)
- Lâchez les chiens, regia di Manue Fleytoux (Francia/Belgio)
- Cpam, regia di Petar Krumovv (Bulgaria)
- L'échapée, regia di Laëtitia Martinoniv (Francia)
- Los que desean, regia di Elena López Riera (Svizzera/Spagna)
- What's The Damage, regia di Heather Phillipsonv (Regno Unito)
- Wildebeest, regia di Nicolas Keppens e Matthias Phlipsv (Belgio)

 European University Film Award 
- Lazzaro felice, regia di Alice Rohrwacher (Italia/Francia/Germania/Svizzera)
- Foxtrot - La danza del destino (Foxtrot), regia di Samuel Maoz (Israele/Germania/Francia/Svizzera)
- Styx, regia di Wolfgang Fischer (Germania/Austria)
- Ouăle lui Tarzan, regia di Alexandru Solomon (Romania/Francia)
- Utøya 22. juli, regia di Erik Poppe (Norvegia)

 Premio del pubblico 
- Chiamami col tuo nome (Call Me by Your Name), regia di Luca Guadagnino (Italia/Francia)
- Borg McEnroe, regia di Janus Metz (Svezia/Danimarca/Finlandia/Repubblica Ceca)
- C'est la vie - Prendila come viene (Le sens de la fête), regia di Éric Toledano e Olivier Nakache (Francia)
- Dunkirk, regia di Christopher Nolan (Regno Unito/Paesi Bassi/Francia/Stati Uniti d'America)
- L'ora più buia (Darkest Hour), regia di Joe Wright (Regno Unito)
- Morto Stalin, se ne fa un altro (The Death of Stalin), regia di Armando Iannucci (Francia/Regno Unito/Belgio)
- Oltre la notte (Aus dem Nichts), regia di Fatih Akın (Germania)
- Valerian e la città dei mille pianeti (Valerian and the City of a Thousand Planets), regia di Luc Besson (Francia)
- Vittoria e Abdul (Victoria & Abdul), regia di Stephen Frears (Regno Unito)

 Young Audience Award 
- Wallay, regia di Berni Goldblat (Francia/Burkina Faso)
- Hobbyhorse Revolution, regia di Selma Vilhunen (Finlandia)
- La fuga: Girl in Flight, regia di Sandra Vannucchi (Svizzera/Italia)

 Premio alla carriera 
- Carmen Maura

 Premio onorario del Presidente dell'European Film Award e del Consiglio 
- Costa-Gavras

 Miglior contributo europeo al cinema mondiale 
- Ralph Fiennes

 Miglior co-produttore europeo 
- Konstantinos Kontovrakis e Giorgos Karnavas